# Ирландский еврейский музей
Ирландский еврейский музей (ирл. Músaem Giúdach na hÉireann) — музей в Дублине, посвященный истории ирландской еврейской общины. Расположен в Портобелло, возле Южной окружной дороги, в здании бывшей синагоги, построенной в 1917 году на Уэлворт-роуд.
Открытие музея состоялось в июне 1985 года в присутствии тогдашнего президента Израиля Хаима Герцога, уроженца Белфаста, который жил в Ирландии до 1936 года. Район Портобелло ранее был местом проживания большого числа евреев, но в связи с их массовой эмиграцией из Ирландии в 1950-х численность еврейского населения значительно сократилась, а главная синагога Дублина была перенесена в район Тереньюр. Здание старой синагоги в Портобелло было сохранено и использовано для открытия в нём музея.
Постоянная экспозиция музея содержит большое количество артефактов, связанных с деятельностью еврейских общин в Белфасте, Корке, Дерри, Дроэда, Дублине, Лимерике и Уотерфорде за последние 150 лет — фотографий, картин, документов и свидетельств. На первом этаже представлена экспозиция о деловой и общественной жизни еврейской общины, а зале, расположенном рядом, воссоздана обстановка типичной кухни в еврейском доме конца XIX — начала XX века кухня, изображающая шаббат.
На втором этаже музея сохраняется оригинальный интерьер синагоги со всеми ритуальными объектами, а также галереи Гарольда Смерлинга, где представлены различные предметы, связанные с иудаизмом.